# مادر گرامی تورا-سان
مادر گرامی تورا-سان (به ژاپنی: 続・男はつらいよ, Zoku Otoko wa Tsurai yo) یک فیلم کمدی ژاپنی محصول ۱۹۶۹ به کارگردانی یامادا یوجی است. کیوشی آتسومی در نقش کوروما توراجیرو (تورا-سان) و آوری آیه ساتو به عنوان شخص مورد علاقه عشقی او یا «مدونا» بازی می‌کند. مادر گرامی تورا-سان دومین فیلم از مجموعه محبوب و طولانی مدت اوتوکو وا تسورای یو است.

## خلاصه داستان
تورا سان می‌شنود که مادرش هنوز زنده است و برای ردیابی او به کیوتو بازمی‌گردد. او متوجه می‌شود که او یک گیشا بوده‌است که فقط رابطه کوتاهی با پدرش داشته‌است. هنگام ملاقات با خانواده، او عاشق ناتسکو، دختر یک معلم قدیمی می‌شود.